# Sunny Delight
Sunny Delight es una bebida de frutas de origen estadounidense.
Fue desarrollada por Doric Foods de Mount Dora, Florida (Estados Unidos) en 1963. Se hizo tan popular que fueron construidas plantas adicionales en California y Ohio en 1974 y 1978, respectivamente. 
En 1983, Sundor Brands compró Doric Foods. A continuación, Sundor Brands fue comprada por Procter & Gamble en 1989. La bebida produjo por valor estimado de 450 millones de dólares en ingresos para Procter & Gamble en 2004. En 2005, Sunny Delight se separó de Procter & Gamble en el independiente Sunny Delight Beverages Company (SDBC). La bebida también es distribuida por Dr Pepper/Seven Up (DAD). En Canadá, la bebida ha sido elaborada y distribuida por Saputo.
La bebida fue lanzada en el Reino Unido en la primavera de 1998 con una campaña promocional de 10 millones de libras, y se convirtió en la tercera bebida más vendida en el Reino Unido, por detrás de Coca-Cola y Pepsi. Se vendió en armarios frigoríficos y comercializó como una alternativa saludable a los refrescos, a pesar de que contiene un 5% de jugo: sus ingredientes principales son el agua y el jarabe de maíz.
En 2010 Orangina Schweppes compró la marca de bebidas de fruta en Europa y el norte de África, donde España representa dos tercios del negocio y actualmente pertenece al grupo Suntory. La sede europea de Sunny Delight está situada en España. La factoría de Alcalá de Guadaira (Sevilla, España) cubre la demanda de los mercados español, portugués y francés.

## Sabores
Las variantes de Sunny Delight son:
- California: naranja, mandarina, pomelo rojo y lima
- Florida: naranja, pomelo rojo y lima
- Blue: naranja, mandarina, pomelo rojo, arándano, mora, frambruesa y lima
- Fresa: naranja y fresa
- Waikiki: naranja, limón y lima